# Perdita chamaesarachae
Perdita chamaesarachae är en biart som beskrevs av Cockerell 1896. Perdita chamaesarachae ingår i släktet Perdita och familjen grävbin. Inga underarter finns listade i Catalogue of Life.